# Retable de saint Jean-Baptiste
Le retable de saint Jean-Baptiste est un retable réalisé vers 1455 par le peintre flamand Rogier van der Weyden. Ce triptyque en chêne se compose de peintures à l'huile évoquant trois épisodes de la vie de Jean le Baptiste. Achetée en 1850, l'œuvre est conservée à la Gemäldegalerie, à Berlin, en Allemagne.
Le panneau central figure le prophète procédant au baptême du Christ en présence d'un ange. Le volet de gauche le montre nouveau-né alors que Marie le présente à son père Zacharie, Élisabeth étant encore alitée. Celui de droite illustre l'instant qui suit sa décollation à la demande de Salomé. Les trois scènes se déroulent sous des arcades décorées de sculptures.